# Голландс-Крон
Голландс-Крон (нід. Hollands Kroon) — муніципалітет у Нідерландах, у провінції Північна Голландія.
Утворений 1 січня 2012 року шляхом обґєднання території чотирьох колишніх муніципалітетів.

## Населені пункти муніципалітету
Міста
- Анна-Павловна
- Вірінгерверф
- Гіпполітюсгуф

Села
- Ауде-Нідорп
- Барсінгергорн
- Брезанд
- Вестерланд
- Вінкел
- Вірінгервард
- Гарінггейзен
- Ден-Увер
- Зейдевінд
- Колгорн
- Крейлерорд
- Лют'євінкел
- Мідденмер
- Ніве-Нідорп
- Остерланд
- Слотдорп
- 'т-Велд

Селища
- Блокгейзен
- Ван-Евейкслейс
- Ватерінгскант
- Ватроп
- Де-Вере
- Де-Гаукес
- Крейл
- Лангерейс
- Мурбек
- Нівеслейс
- Нордбюрен
- Стру
- Тердік

## Топографія
Нідерландська топографічна карта муніципалітету Голландс-Крон, червень 2015 року

## Визначні уродженці
- Гербранд Баккер (нар. 1962 у Вірінгерварді) — нідерландський письменник
- Адріанус Схенк (нар. 1944 в Анні-Павловні) — нідерландський ковзаняр, триразовий олімпійський чемпіон

## Галерея

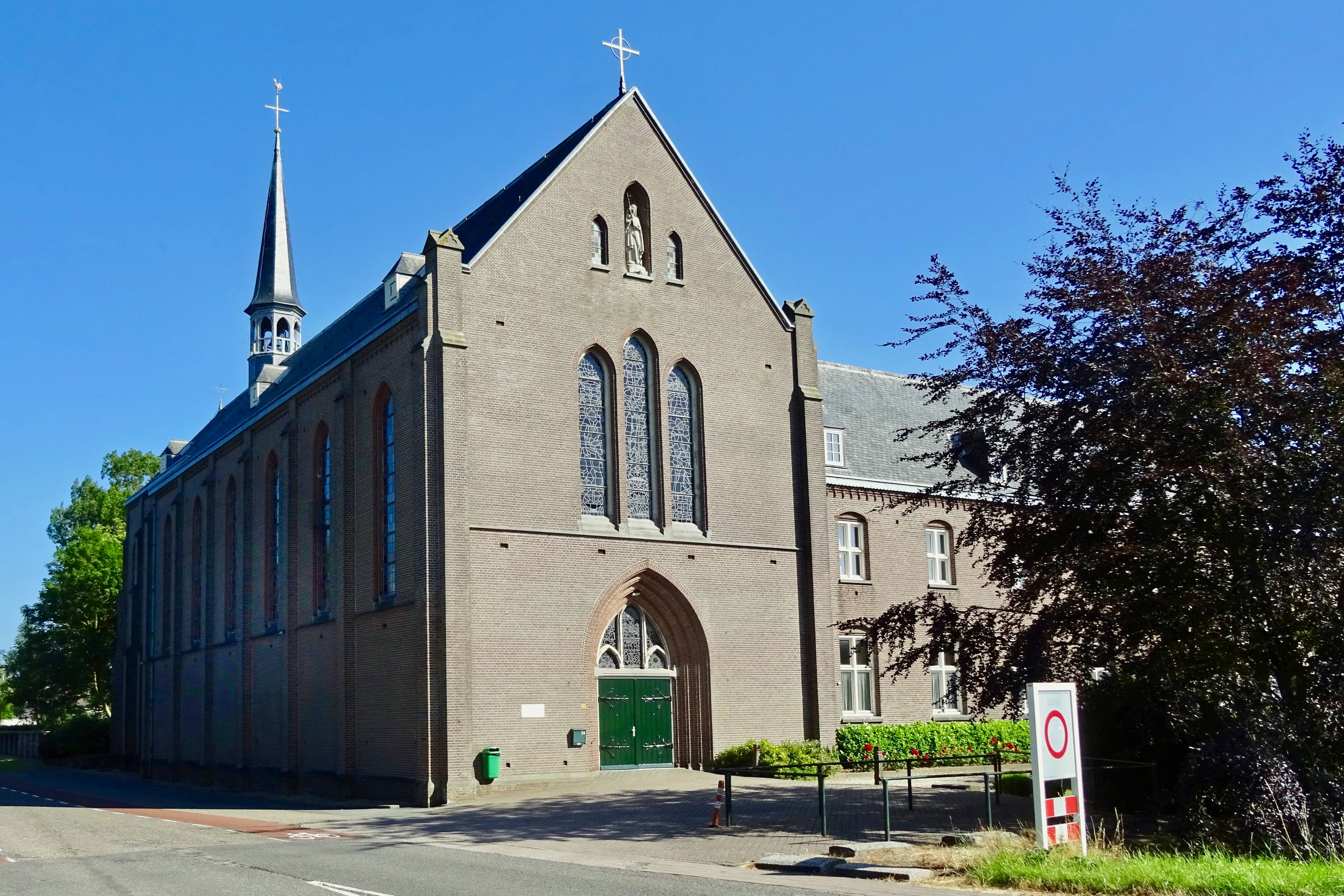
Церква у Ніве-Нідорпі
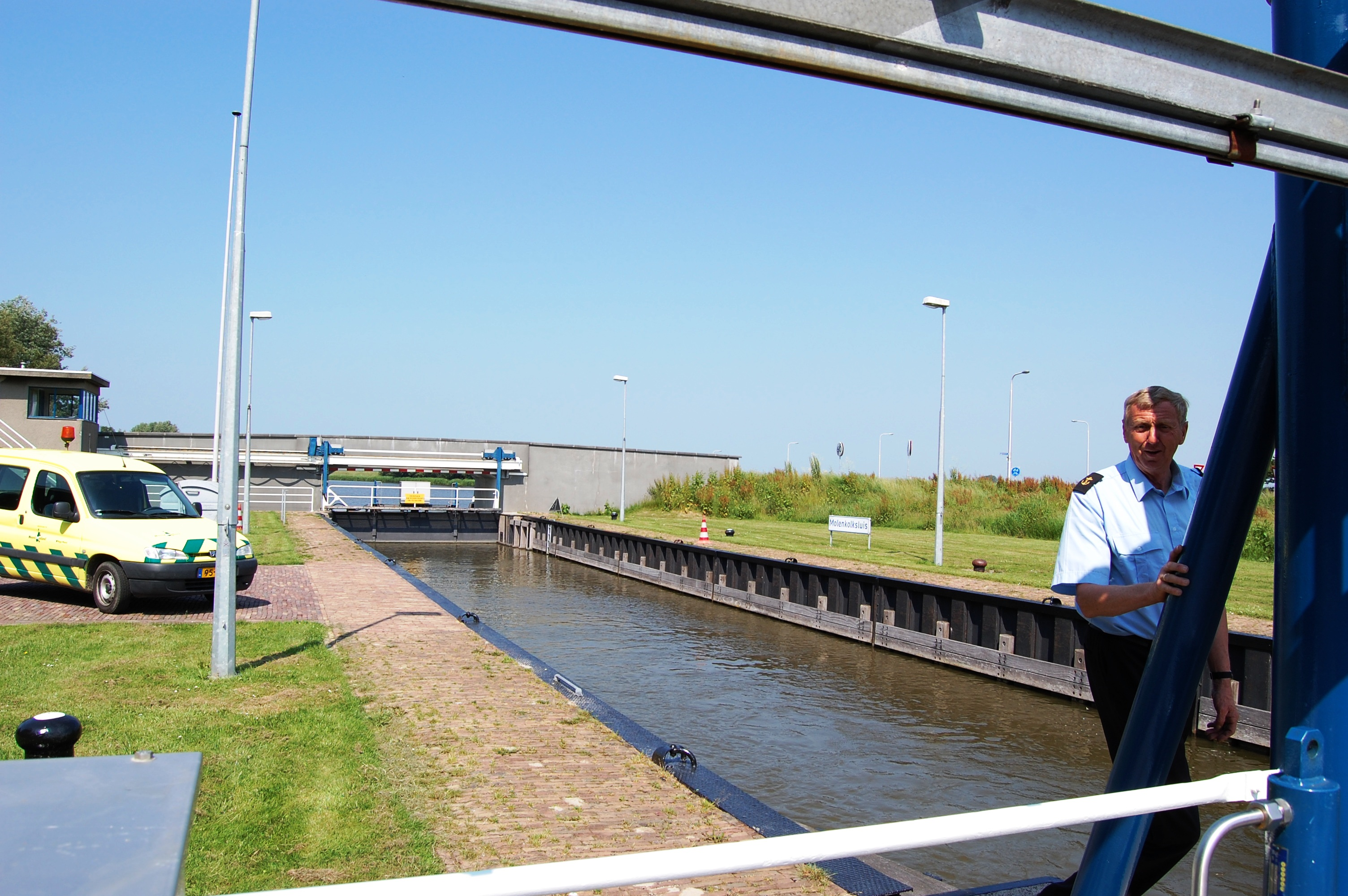
Канал у муніципалітеті
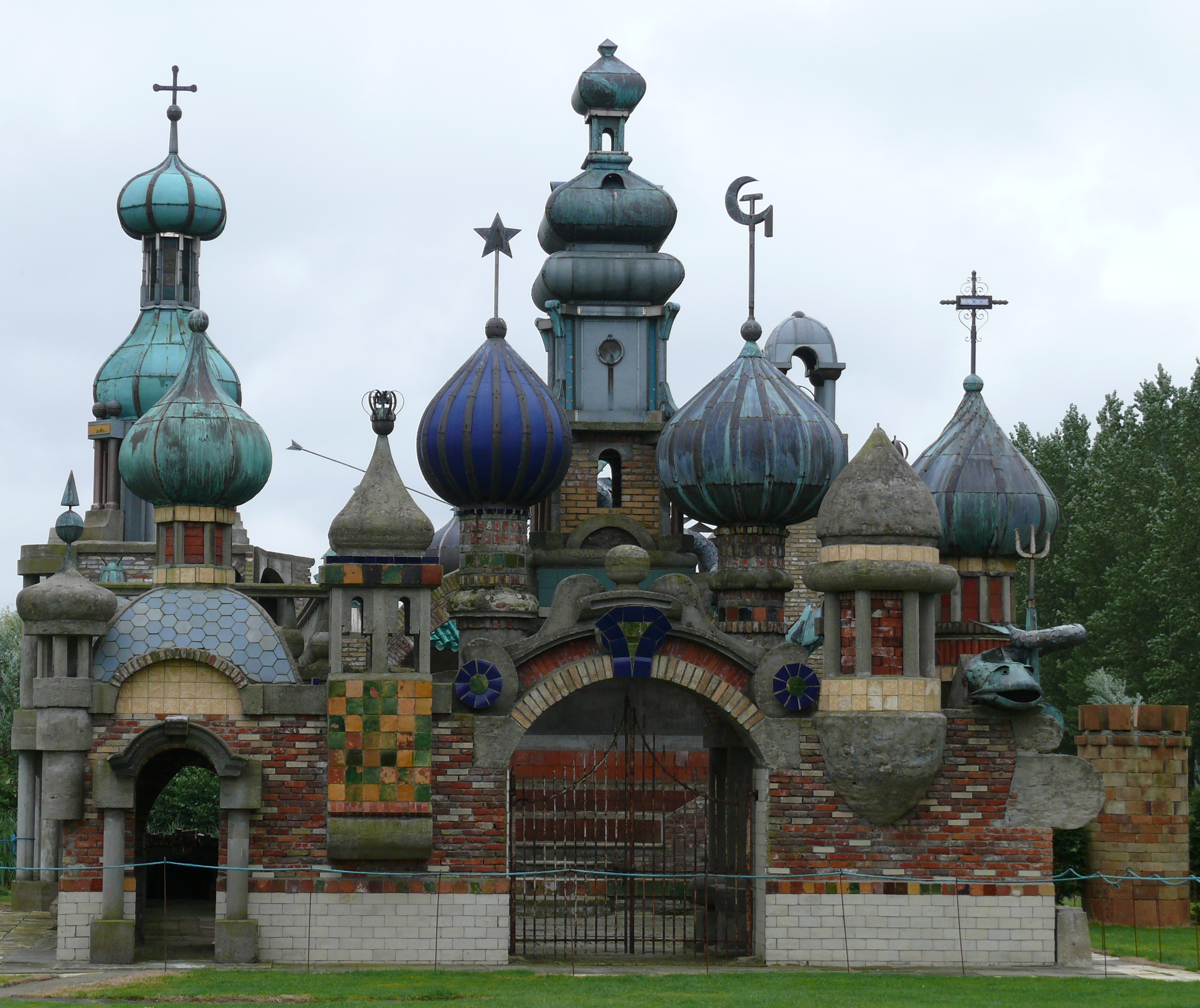
Вінкел
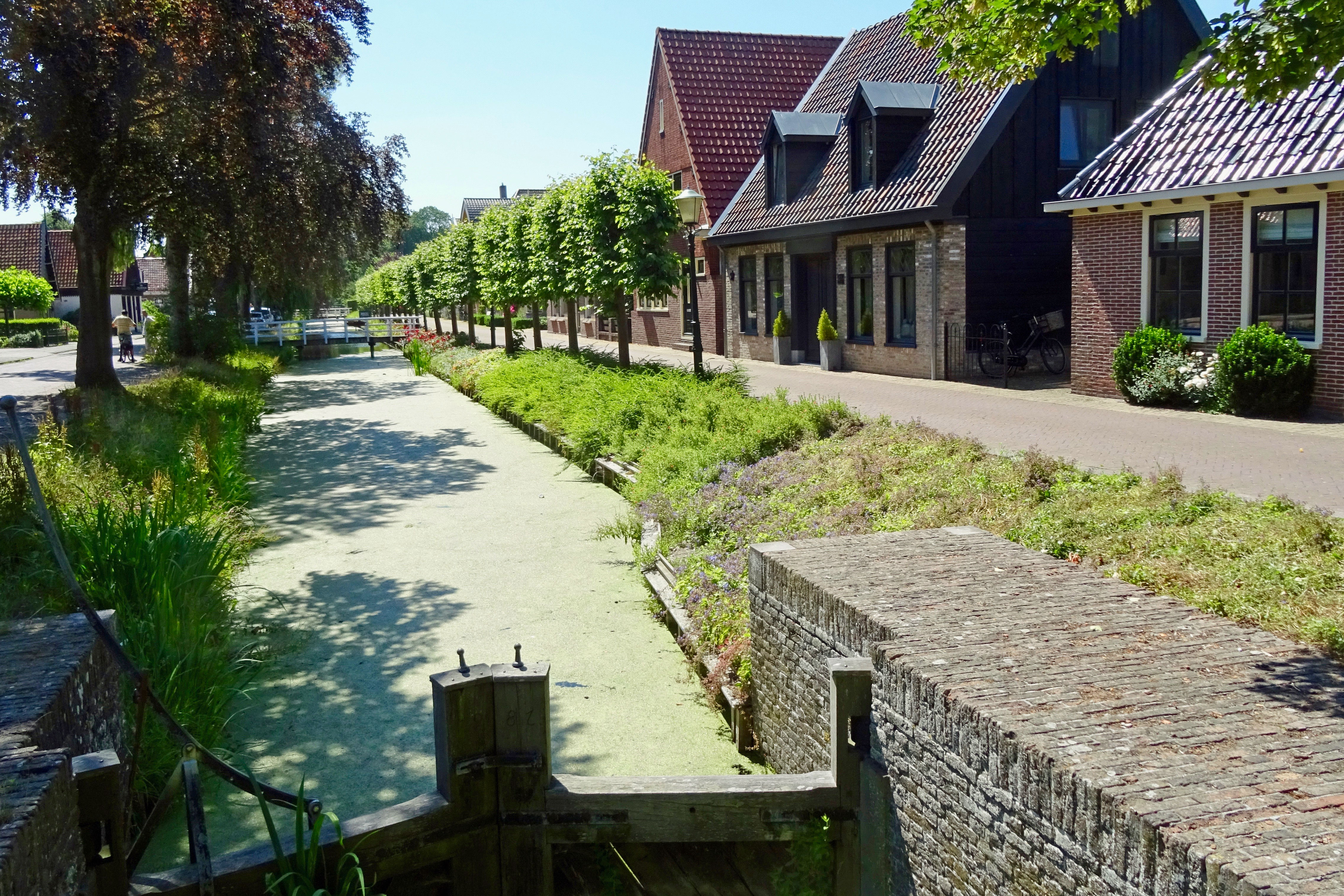
Вулиця у Ніве-Нідорпі